# José María Vieta
José María Vieta (Buenos Aires, Argentina; 9 de marzo de 1961) es un exfutbolista argentino que se desempeñó como delantero en varios clubes de su país totalizando 190 partidos y 40 goles. Su debut en Primera División se produjo el 9 de marzo de 1980 en la victoria de su equipo, River Plate, ante Racing Club por 1-0.

## Clubes
| Club                    | País      | Año       |
| ----------------------- | --------- | --------- |
| River Plate             | Argentina | 1980-1982 |
| Estudiantes de La Plata | Argentina | 1983-1986 |
| Platense                | Argentina | 1986-1987 |
| Talleres de Córdoba     | Argentina | 1988-1989 |
| Chaco For Ever          | Argentina | 1989-1990 |
| Deportivo Municipal     | Perú      | 1991-1992 |
| Lawn Tennis             | Perú      | 1993      |

## Palmarés
| Título           | Equipo                  | País      | Año  |
| ---------------- | ----------------------- | --------- | ---- |
| Primera División | River Plate             | Argentina | 1981 |
| Primera División | Estudiantes de La Plata | Argentina | 1983 |